# 直喙刺帽藓
直喙刺帽藓（学名：Chaetomitrium orthorrhynchum）为油藓科刺帽藓属下的一个种。